# 치어스
《치어스》(Cheers)는 NBC에서 1982년 9월 30일부터 1993년 5월 30일까지 방영한 미국 시트콤이다. 제목은 작품 배경인 가상의 매사추세츠주 보스턴 술집 이름이다.
스핀오프로 《프레이저》(1993-2004, 2023-현재)가 있다.
스페인 텔레싱코에서 동명 리메이크를 2011년 9월 11일부터 2012년 7일 16일까지 한 시즌 총 13화 방영하였다.

## 출연진
- 테드 댄슨 - 샘 멀론, 보스턴 레드삭스 구원 투수 출신의 치어스 주인이자 헤드 바텐더 역
- 셸리 롱 - 다이앤 체임버스, 종업원 역
- 커스티 앨리 - 리베카 하우 역
- 니컬러스 콜러샌토 - 어니 팬투소, 야구 코치 출신의 세컨드 바텐더 역
- 리아 펄먼 - 칼라 토텔리, 종업원 역
- 존 래천버거 - 클리프 클레이빈, 단골손님 역
- 우디 해럴슨 - 우디 보이드 역
- 켈시 그래머 - 프레이저 크레인 역
- 비비 뉴워스 - 릴리스 스터닌 역
- 조지 웬트 - 놈 피터슨, 단골손님 역